# Kiprino
Kiprino (en rus: Киприно) és un poble del krai de Perm, a Rússia, que pertany al districte rural de Bolxessosnovski. El 2010 tenia 10 habitants.